# Ramun Vieli
Ramun Vieli (* 15. Februar 1895 in Rhäzüns; † 2. Februar 1953 in Glarus) war ein Schweizer Romanist, Rätoromanist und Lexikograf.

## Leben und Werk
Ramun (deutsch: Raymund) Vieli, Sohn eines Regierungsrates, besuchte Gymnasien in Disentis und Sarnen. Er studierte Romanistik bei Louis Gauchat und Jakob Jud in Zürich (ferner in Florenz und Paris) und wurde dort 1927 mit der Dissertation Die Terminologie der Mühle in Romanisch-Bünden promoviert. Als Gymnasiallehrer für Rätoromanisch an der Bündner Kantonsschule in Chur erstellte er im Auftrag der Lia Rumantscha ein surselvisch-deutsches Wörterbuch von 280 Seiten (Vocabulari scursaniu romontsch-tudestg, Disentis 1938) und ein  deutsch-surselvisches Wörterbuch von 900 Seiten (Vocabulari tudestg-romontsch sursilvan, Chur 1944, 5. Auflage 2005). Er setzte sich für den Unterricht des Rätoromanischen ein, war Redakteur rätoromanischer Zeitschriften und wirkte am Aufbau des Rätoromanischen Radios (SRG SSR Svizra Rumantscha) mit. In der Questione Ladina war er gegen die Verschmelzung des Surselvischen (Bündnerromanischen) mit dem Ladinischen.
Vieli hat in Trun einen Platz im Ehrengarten (Curtin d'honur) der herausragenden Persönlichkeiten aus dem Gebiet des ehemaligen Grauen Bundes.